# Paul Schulze (Zoologe)
Paul Leopold Ernst Schulze (* 20. November 1887 in Berlin; † 13. Mai 1949 in Rostock) war ein deutscher Zoologe und Rektor der Universität Rostock.

## Leben
Paul Schulze wurde als Sohn eines Nadlermeisters geboren und evangelisch getauft. Nach naturwissenschaftlichem Studium in Berlin wurde er 1910 Assistent am zoologischen Institut der Universität Berlin. 1911 wurde er ebendort promoviert. Während des Ersten Weltkrieges diente er als Armierungssoldat an mehreren Plätzen, wegen eines konstatierten Herzfehlers blieb er vom Fronteinsatz verschont. Zurück in Berlin habilitierte er sich dort im Jahre 1918. 1922 wurde er zum nichtbeamteten außerordentlichen Professor ernannt.
1923 konnte er eine ordentliche Professur für Zoologie an der Universität Rostock erlangen, die er bis 1945 bekleidete. 1931/32 war er Dekan der dortigen Philosophischen Fakultät, von Dezember 1932 bis März 1936 Rektor der Universität Rostock. Bereits seit 1933 war er Obmann des Nationalsozialistischen Lehrerbundes (NSLB) an seiner Heimatuniversität, 1937 wurde er Mitglied der NSDAP. 1945 wurde Schulze aus allen Ämtern entlassen.